# 长叶紫菊
长叶紫菊（学名：Notoseris dolichophylla）为菊科紫菊属的植物，为中国的特有植物。分布于中国大陆的四川等地，生长于海拔1,660米的地区，多生长于山坡林下，目前尚未由人工引种栽培。